# AEGON Pro Series Wrexham
L'AEGON GB Pro-Series Wrexham è un torneo di tennis che si gioca a Wrexham in Galles. Fa parte della categoria ITF Women's Circuit e dell'ITF Men's Circuit, si gioca su campi in cemento.

## Albo d'oro

### Singolare maschile
| Anno     | Campione          | Finalista         | Punteggio             |
| -------- | ----------------- | ----------------- | --------------------- |
| 2008     | Daniel Evans      | Ian Flanagan      | 4-6, 6-3, 1-0, ritiro |
| 2009     | Laurynas Grigelis | David Rice        | 6-2, 6-3              |
| 2010     | Daniel Cox        | Joshua Milton     | 7-6(1), 6-4           |
| 2011 (3) | Josh Goodall      | Sean Thornley     | 6–1, 6–2              |
| 2012     | Josh Goodall      | Mathieu Rodrigues | 6–3, 6–3              |
| 2013 (2) | Daniel Cox        | Marcus Willis     | 6–2, 6–3              |

### Doppio maschile
| Anno     | Campioni                      | Finalisti                         | Punteggio        |
| -------- | ----------------------------- | --------------------------------- | ---------------- |
| 2008     | David Brewer Ian Flanagan     | Kyle Brassington Matthew Brooklyn | 7–6(7), 6-3      |
| 2009     | Chris Eaton Dominic Inglot    | Andrew Anderson Colin O'Brien     | 3-6, 6-3, [10-6] |
| 2010     | Lewis Burton Daniel Evans     | David Rice Sean Thornley          | 7–6(6), 6-4      |
| 2011 (3) | David Rice Sean Thornley      | James Feaver Daniel Glancy        | 6–2, 7–5         |
| 2012     | Lewis Burton Edward Corrie    | Oliver Golding Sean Thornley      | 6–4, 6–0         |
| 2013 (2) | George Coupland Marcus Willis | Liam Broady Joshua Ward-Hibbert   | 7–6(8–6), 6–3    |

### Singolare femminile
| Anno     | Campionessa        | Finalista       | Punteggio        |
| -------- | ------------------ | --------------- | ---------------- |
| 2010     | Mona Barthel       | Anne Kremer     | 6–1 6–1          |
| 2011     | Anna Fitzpatrick   | Jade Windley    | 6(3)–7 6-3 7-5   |
| 2011 (2) | Sarah Gronert      | Lenka Wienerová | 6–4, 6–4         |
| 2012     | Carina Witthöft    | Donna Vekić     | 6–2, 6(4)–7, 6–2 |
| 2012 (2) | Chiaki Okadaue     | Jade Windley    | 2–6, 7–6(6), 6–4 |
| 2013     | Diāna Marcinkēviča | Jovana Jakšić   | 5–7, 7–5, 6–2    |

### Doppio femminile
| Anno     | Campionesse                      | Finaliste                              | Punteggio        |
| -------- | -------------------------------- | -------------------------------------- | ---------------- |
| 2010     | Mallory Cecil Megan Moulton-Levy | Iveta Gerlová Lucie Kriegsmannova      | 4–6 6–0 [11–9]   |
| 2011     | Anna Fitzpatrick Jade Windley    | Ulrikke Eikeri Nicole George           | 6-1 6-0          |
| 2011 (2) | Anna Fitzpatrick Jade Windley    | Melanie South Lenka Wienerová          | 6–2, 4–6, [10–3] |
| 2012     | Nicole Rottmann Lenka Wienerová  | Yuka Higuchi Hirono Watanabe           | 6–1, 6–1         |
| 2012 (2) | Yuka Higuchi Hirono Watanabe     | Carolina Betancourt Elisabeth Fournier | 6–0, 2–6, [10–8] |
| 2013     | Kanae Hisami Mari Tanaka         | Anna Smith Melanie South               | 6–3, 7–6(2)      |